# Marco Russ
Marco Russ (Hanau, Hesse, Alemania, 4 de agosto de 1985) es un exfutbolista alemán que jugaba como defensa.
El 26 de junio de 2020 anunció su retirada como futbolista y que continuaría en el Eintracht Fráncfort, equipo en el que jugó prácticamente toda su carrera, ejerciendo otro rol.

## Clubes
| Club                | País     | Año       |
| ------------------- | -------- | --------- |
| Eintracht Fráncfort | Alemania | 2004-2011 |
| VfL Wolfsburg       | Alemania | 2011-2012 |
| Eintracht Fráncfort | Alemania | 2013-2020 |

## Palmarés

### Títulos nacionales
| Título           | Club                | País     | Año  |
| ---------------- | ------------------- | -------- | ---- |
| Copa de Alemania | Eintracht Fráncfort | Alemania | 2018 |